# Capitólio Estadual do Wyoming
O Capitólio Estadual do Wyoming (em inglês: Wyoming State Capitol) é a sede do governo do estado do Wyoming. Localizado na capital, Cheyenne, foi incluído no Registro Nacional de Lugares Históricos em 29 de janeiro de 1973.